# Nowy sen
Nowy sen – piąty album Daniela Kaczmarczyka, zawierający utwory popowe, jak i hiphopowe.  Na albumie można usłyszeć produkcje młodego kompozytora kryjącego się pod nickiem Paw. Obok Pawa, pojawiają się także Pit, DNA i Smitty. Singlem promującym album jest "Jak mam ufać sobie", do którego powstał klip nakręcony przez wrocławską Grupę #13.

## Lista utworów
1. Jak mam ufać sobie
2. Bierzmy świat w nasze ręce
3. Dokąd idę
4. Po prostu ty
5. Zanim słońce zgaśnie
6. Sen
7. Malutki człowiek
8. Ile gorzkich słów (gościnnie: Altey)
9. Mogę biec
10. Mam siłę
11. Find Your Way Out
12. Weź to